# 세덕사
세덕사(世德祠)는 대한민국 충청북도 영동군 심천면에 있다. 1996년 4월 15일 영동군의 향토유적 제18호로 지정되었다.

## 개요
밀양박씨 사당으로 1974년 재건하였다. 경내에 쌍효각, 어서각, 쌍청루 등 8동의 건물이 있다.